# زنوفون کاسداگلیس
زنوفون کاسداگلیس (انگلیسی: Xenophon Kasdaglis؛ ۲۷ فوریهٔ ۱۸۸۰ – ۲ مهٔ ۱۹۴۳) یک تنیس‌باز اهل یونان بود.